# Haradolli, Badami
Haradolli là một làng thuộc tehsil Badami, huyện Bagalkot, bang Karnataka, Ấn Độ.